# Мира Таљио
Мира Таљио је насеље у Италији у округу Венеција, региону Венето.
Према процени из 2011. у насељу је живело 32881 становника. Насеље се налази на надморској висини од 3 м.